# Off Screen
Off Screen is een Nederlandse speelfilm uit 2005. Het verhaal is gebaseerd op het ware verhaal van de gijzeling in de Rembrandttoren in maart 2002.

## Verhaal
Een verwarde man dringt de Rembrandttoren binnen en gijzelt het aanwezige personeel. Tot verbazing van de receptionisten is zijn eerste eis dat hij Gerard Wesselink, het hoofd van Philips Sound & Vision te spreken krijgt – terwijl het elektronicabedrijf net naar een naburige toren is verhuisd. John Voerman denkt op het spoor te zijn van een groot complot om mensen te hersenspoelen door middel van breedbeeldtelevisie, en dit is zijn laatste poging om het publiek hiervoor te waarschuwen. In flashbacks is te zien hoe de eenzame buschauffeur Voerman, in zijn beleving althans, Wesselink leerde kennen en door hem werd geïntroduceerd in de wondere wereld van moderne techniek en machinaties binnen grote bedrijven.

## Rolverdeling
- Jan Decleir als John Voerman
- Jeroen Krabbé als Gerard Wesselink
- Astrid Joosten als zichzelf (in de film bevriend met Wesselink)
- Marjon Brandsma als Elly Voerman
- Chris Comvalius als Heleen Wagemakers
- Aat Ceelen als collega van John
- Theu Boermans als Leo Verkerk

## Wetenswaardigheden
- Deze film was eigenlijk een telefilm, maar kreeg desondanks een bioscooprelease.
- Deze film is op feiten gebaseerd. Op 11 maart 2002 werd het hoofdkantoor van Philips in Amsterdam gegijzeld door John R.
- De film zou eerst Kleisterlee heten, naar Philips-topman Gerard Kleisterlee.
- Het motto van de film was Angst is een slechte raadgever.
- In 2005 won Off Screen de Grand Prix des Amériques en de prijs voor de beste acteur (Jan Decleir) op het Montreal World Film Festival.
- In 2006 ontving Pieter Kuijpers voor de film een Directors Award op het Fantasporto International Film Festival van Oporto.